# 박정서
박정서(朴禎緖, 일본식 이름: 新井圀緖아라이 고쿠쇼, 1923년 11월 29일 ~ ?)는 일제강점기의 조선귀족으로, 본관은 반남, 본적은 서울특별시 종로구 적선동이다. 남작 박기양의 손자이자, 남작 박승원의 아들이다.

## 생애
경복중학교 2학년에 재학 중이던 1939년 자신의 아버지인 박승원이 받은 남작 작위를 승계받았으며, 작위를 승계받은 뒤부터 창복회로부터 매달 교부금을 받았다. 1940년 일본 기원 2600년 축전에 초대받았다.
한동안 계모와 함께 살았지만 경복중학교 3학년에 재학 중이던 1940년 가정불화를 이유로 학교를 중퇴했다. 1941년 일본 가고시마 중학교에 입학했으며, 1945년 8월 광복 당시에는 교토 리쓰메이칸 대학 전문부에 재학 중이었다. 
1949년 8월 반민족행위특별조사위원회에 자신의 습작 사실을 자수했다.
민족문제연구소의 친일인명사전 수록자 명단의 수작/습작 부문, 친일반민족행위진상규명위원회가 발표한 친일반민족행위 705인 명단에 포함되었다.

## 참고자료
- 친일반민족행위진상규명위원회 (2009). 〈박정서〉. 《친일반민족행위진상규명 보고서 Ⅳ-7》. 서울. 67~69쪽.